# NeoOffice
NeoOffice (ehem. NeoOffice/J) ist ein Office-Paket für macOS, das ab Version 2017 auf LibreOffice basiert. Es wurde anfangs als Projekt mit dem Ziel gegründet, das Office-Paket OpenOffice.org nativ auf macOS ohne X11-Umgebung XQuartz zu portieren. Dadurch erhielt das Programm das Aussehen und die Eigenschaften eines nativen macOS-Programms, was dem Benutzer die von anderer Software gewohnte Bedienung ermöglicht und damit die Handhabung vereinfacht. Außerdem kann das Programm auf die Fähigkeiten des Betriebssystems zurückgreifen (z. B. Druckdialog, Schriftdarstellung). NeoOffice ist im Mac App Store erhältlich. Seit Dezember 2023 ist das Projekt NeoOffice nicht mehr aktiv. Das Projekt empfiehlt Benutzern den Umstieg auf LibreOffice, an dem Patrick Luby von NeoOffice beteiligt ist.

## NeoOffice
Einige für die Geschwindigkeit wenig bedeutende Routinen zur Integration in die Benutzeroberfläche Aqua sind in Java programmiert. Nach Einstellung des Cocoa-Projekts wurde mit der Version 1.2 auf die Unterscheidung „/J“ verzichtet. Es unterstützt 57 Sprachen, von denen zwölf in die Standardinstallation integriert sind. Die Hilfedateien sind in englischer Sprache verfasst, können aber für zwölf weitere Sprachen, darunter auch Deutsch, mit einem eigenen Installationspaket nachinstalliert werden.
NeoOffice wurde ursprünglich von Planamesa Software unter den Lizenzen LGPL und SISSL entwickelt, um die Solaris/Linux-Version von OpenOffice.org nach Mac OS X zu portieren, sodass dieses schlussendlich mit Aqua-Oberfläche verfügbar ist. Heute wird die Software unter der GPL-Lizenz herausgegeben, was die LGPL ermöglicht. Sie gewährleistet, „dass jeder, der Verbesserungen an NeoOffice vornimmt, sie der Allgemeinheit zur Verfügung stellt“ und die Software weiterhin kostenlos ist. Wirklich kostenlos waren, abgesehen vom freien Quelltext, nur ältere Programmversionen von NeoOffice. Die jeweils aktuelle Programmversion kann nur gegen Entgelt heruntergeladen werden, darf aber kostenlos weitergegeben werden; ältere Versionen werden nicht mehr (gratis) angeboten.

## Abgeleitete Projekte
RetroOffice
RetroOffice ist ein Nebenprodukt von NeoOffice, das X11 verwendet. Es war als verbesserte Version von OpenOffice.org/X11 gedacht. Die Entwicklung wurde eingestellt.
NeoOffice/C
NeoOffice-Version, die die Cocoa-Programmierschnittstelle verwendet. Es war nicht weit fortgeschritten und wurde auch nicht weiterentwickelt.
NeoOffice Mobile
NeoOffice-Version für iOS und Android, die 2010 erstmals veröffentlicht wurde. Am 31. Oktober 2013 wurde sie wieder eingestellt.

## Ziele
NeoOffice war zuerst nur eine Machbarkeitsstudie, um Erfahrung für die Portierung einer nativen Mac-OS-X-Version von OpenOffice.org zu sammeln. Mit NeoOffice 1.2 Alpha etablierte sich das Programmpaket jedoch als eigenständiges Projekt, das organisatorisch zwar unabhängig von OpenOffice.org entwickelt wird, aber (mit Ausnahme der „nativen“, vor allem die Benutzeroberfläche betreffenden Anteile) dieselbe Codebasis hat.

## Versionen
NeoOffice wird unter den Bedingungen der GNU General Public License entwickelt, die dezidiert die Offenlegung des Quelltextes fordert. Somit kann der Quelltext gratis heruntergeladen, nach belieben verändert und kompiliert werden. Die Entwickler geben jedoch an, dass die Arbeit an NeoOffice einiges an Ressourcen wie Zeit und Geld verschlingt. Daher sind die vorkompilierten Installationspakete von NeoOffice nicht gratis. Das NeoOffice-Projekt, das weder von OpenOffice, LibreOffice noch von anderen Firmen unterstützt wird, finanzierte sich allein durch den Verkauf der fertigen Installationspakete an deren Nutzer.
- Quelltext zum Selbstkompilieren: gratis
- NeoOffice Viewer (kann Dokumente nicht speichern): gratis[2]
- NeoOffice Classic Edition: kostenpflichtig (Stand Januar 2017: 15 Euro)[2]
- NeoOffice aus dem Mac App Store: kostenpflichtig, alle zukünftigen Updates gratis (Stand Juni 2017: 32,99 Euro)[2]

Bis Version 3.4 waren ältere Versionen noch gratis angeboten worden. Derzeit (Stand: Januar 2017) werden von der offiziellen Internetseite nur die aktuellen Versionen kostenpflichtig angeboten.
Wichtige Versionen auf einen Blick:
| Version                                                                                        | basiert auf          | Veröffentlichung | Anmerkungen |
| ---------------------------------------------------------------------------------------------- | -------------------- | ---------------- | --- |
| 1.1                                                                                            | OpenOffice.org 1.1.4 | 22. Juni 2005    | Erste stabile Version und gleichzeitig letzte unter dem Namen „NeoOffice/J“. Benötigt Java 1.3.1 (noch Carbon-basiert) und unterstützt auch Mac OS X Tiger (10.4, 2005, nur PowerPC). Davor waren einige Alpha- und Beta-Versionen erschienen, so etwa die Alpha 2 vom September 2004, die auf OpenOffice.org 1.1.2 basierte. |
| 1.2                                                                                            | OpenOffice.org 1.1.5 | 1. Feb. 2006     | Benötigt nun mindestens Mac OS X Panther (10.3, 2003) und Java 1.4.2 (nun Cocoa-basiert). Die letzte Aktualisierung ist Patch 6 oder NeoOffice 1.2.2 vom 30. März 2006. |
| 2.0                                                                                            | OpenOffice.org 2.0   |                  | Von Version 2.0 gab es keine finale Version. Die Entwicklung begann bereits mit Fertigstellung von Version 1.2 und es gab einige Versionen im Rahmen eines Early-Access-Programms, darunter die erste native Version für Mac OS X/Intel als „NeoOffice 2.0 Alpha Intel“. Das Hauptaugenmerk von Version 2 war stärkere Integration in Aqua, der grafischen Benutzeroberfläche von Mac OS X. Auf der OOoCon 2006 in Lyon wurde die „NeoOffice 2.0 Aqua Beta“ getaufte Version öffentlich präsentiert.                                                |
| 2.1                                                                                            | OpenOffice.org 2.1   | 27. März 2007    | Zusätzlich zur PowerPC-Version war NeoOffice 2.1 auch die erste öffentlich verfügbare Version für Intel-Macs (zwei separate Downloads). Sie verwendet erstmals auch Aqua-Widgets, kann neben OpenDocument auch mit dem OpenXML-Dateiformat umgehen und unterstützt Excel-VBA-Makros. Neu ist auch die Unterstützung von Java 1.5 aus Mac OS X 10.4. Die letzte Aktualisierung ist Patch 7 mit Unterstützung für Mac OS X Leopard (damals Beta, 10.5, 2007).                                                                                         |
| 2.2.1                                                                                          | OpenOffice.org 2.2.x | 27. Aug. 2007    | Die Integration in das Betriebssystem wurde weiter vorangetrieben, so etwa die Unterstützung für das Wörterbuch und das Adressbuch von Mac OS X. Ab Version 2.2.3 wird auch die systemweite Grammatikprüfung verwendet und QuickTime-Videos können eingebettet abgespielt werden. Ab Version 2.2.4 werden die schwebende Palette von Mac OS X 10.4 unterstützt und iLife-Inhalte sind über den Media Browser abrufbar. Ab Version 2.2.6 unterstützt NeoOffice auch Mac OS X Snow Leopard (10.6, 2009). Die letzte Aktualisierung ist 2.2.6 Patch 5. |
| 3.0                                                                                            |                      |                  | Erste Version als Universal-App, die auf PowerPC- und Intel-Macs gleichermaßen lauffähig ist. |
| 3.4                                                                                            |                      | 22. Okt. 2013    | Letzte Version mit Unterstützung für Mac OS X Snow Leopard (10.6, 2009), nicht kompatibel mit OS X El Capitan (10.11, 2015) oder neuer. Die letzte Aktualisierung ist 3.4.1 (29. Dezember 2013), Patch 28 (Ende 2016). Sie wird noch immer zum kostenpflichtigen Herunterladen für Nutzer von Mac OS X Snow Leopard und Lion (10.7, 2011) angeboten. |
| 2014                                                                                           |                      | 12. Juni 2014    | Die „Free Edition“ (24. Juni 2014) war zum Ausprobieren gedacht – die Funktion zum Speichern ist darin nicht verfügbar. |
| 2015                                                                                           |                      | 9. Sep. 2015     | Veröffentlicht als „NeoOffice 2015 Classic Edition“ zum Herunterladen von der Internetseite sowie als „NeoOffice 2015“ aus dem Mac App Store. Die „Free Edition“ wurde in „NeoOffice Viewer“ umbenannt. Version 2015 benötigt mindestens OS X Mountain Lion (10.8, 2012) und ist nun eine 64-Bit-Anwendung. |
| Legende:Ältere Version; nicht mehr unterstütztÄltere Version; noch unterstütztAktuelle Version |                      |                  | |